# Mnazakan Frunsewitsch Iskandarjan

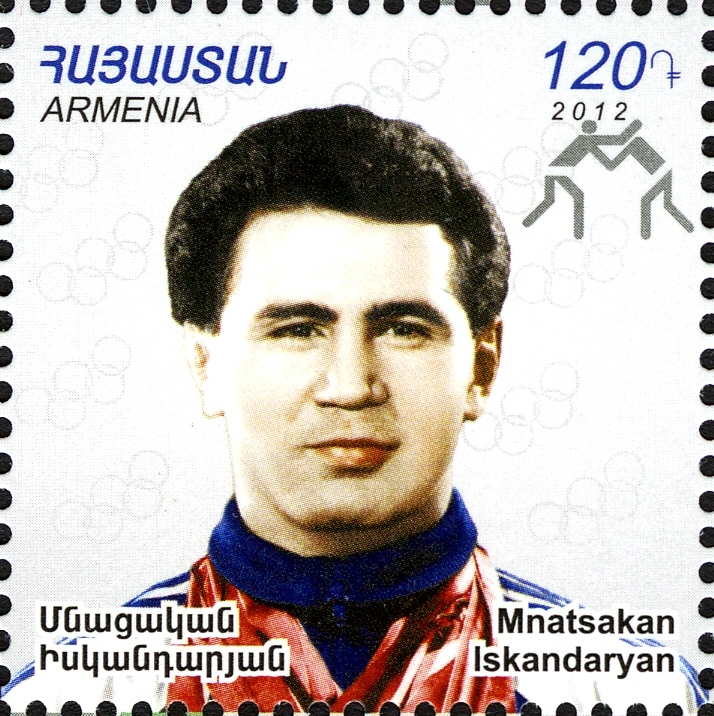
Mnazakan Iskandarjan

Mnazakan Iskandarjan (armenisch Մնացական Իսկանդարյան; * 17. Mai 1967 in Gjumri, Armenische SSR) ist ein ehemaliger sowjetischer Ringer. Er wurde 1992 in Barcelona Olympiasieger im griechisch-römischen Stil im Weltergewicht. Nach 1994 ging er für Russland an den Start.

## Werdegang
Mnazakan Iskandarjan begann als Jugendlicher 1978 in Gjumri mit dem Ringen, wo er hauptsächlich von Korjun Mousisjan trainiert wurde. Er konzentrierte sich dabei ganz auf den griechisch-römischen Stil. Er rang zunächst im Leichtgewicht, damals bis 68 kg Körpergewicht und wechselte später in das Weltergewicht, damals bis 74 kg Körpergewicht, über.
Seinen ersten großen Erfolg auf der internationalen Ringermatte erzielte er im Jahre 1987, als er in Vancouver (Burnaby) Junioren-Weltmeister (Espoirs) im Leichtgewicht wurde. In den nächsten Jahren musste er sich in der Sowjetunion zunächst gegen härteste Konkurrenz durchsetzen, um zu weiteren Einsätzen bei internationalen Meisterschaften zu kommen. Vor allem hatte er es dabei mit Islam Duguschiew, Levon Dschulfalakjan, Michail Mamiaschwili, Daulet Turlychanow und Bissolt Dezijew zu tun.
1989 kam er bei der Europameisterschaft in Oulu im Leichtgewicht zum Einsatz. Er kämpfte sich dort bis in das Finale vor, in dem er dem Ungarn Attila Repka nach Punkten unterlag und damit Vize-Europameister wurde.
1990 wechselte er in das Weltergewicht über und startete bei der Weltmeisterschaft in Ostia für die Sowjetunion, nachdem er den Weltmeister von 1989 Daulet Turlychanow aus der Mannschaft verdrängt hatte. Er rechtfertigte dort seinen Einsatz, denn er wurde mit Siegen über Anton Marchl aus Österreich, Erol Koyuncu aus der Türkei, Han Chi-Ho aus Südkorea, John Morgan aus den Vereinigten Staaten, Zeliko Trajkovic aus Jugoslawien, Józef Tracz aus Polen und Dobri Marinow aus Bulgarien neuer Weltmeister.
Danach folgten die beiden erfolgreichsten Jahre in der Laufbahn von Mnazakan Iskandarjan. Im Jahre 1991 wurde er in Aschaffenburg zunächst Europameister im Weltergewicht, wobei er in den entscheidenden Kämpfen Tuomo Karila aus Finnland und Torbjörn Kornbakk aus Schweden besiegte, dann wurde er im gleichen Jahr in Warna auch wieder Weltmeister in derselben Gewichtsklasse. Hier besiegte er im Endkampf Jaroslav Zeman aus der Tschechoslowakei.
Bei der Europameisterschaft 1992 in Kopenhagen verlor er im Weltergewicht den Endkampf gegen Mircea Constantin aus Rumänien. Wenig später stellte sich jedoch heraus, dass Constantin gedopt war, worauf ihm die EM-Goldmedaille entzogen und Mnazakan Iskandarjan zum Europameister 1992 im Weltergewicht erklärt wurde. Bei den Olympischen Spielen 1992 in Barcelona startete er dann nach den politischen Umwälzungen in der Sowjetunion für die Gemeinschaft Unabhängiger Staaten (GUS). Er war gut vorbereitet und besiegte nacheinander Travis West aus den Vereinigten Staaten, Janus Takacs aus Ungarn, Karlo Kasap aus Kanada, Néstor Almanza aus Kuba, Yvon Riemer aus Frankreich und im Finale Józef Tracz, seinen alten polnischen Konkurrenten, knapp mit 6:4 Punkten und wurde damit Olympiasieger im Weltergewicht. Das war sein fünfter Sieg in Folge bei einer internationalen Meisterschaft.
Nachdem er 1993 pausierte, entschied er sich ab 1994 nicht in seine Heimat Armenien zurückzugehen, sondern für Russland zu starten. Er kam für dieses Land auch gleich bei der Weltmeisterschaft 1994 in Tampere zum Einsatz und wurde dort vor Józef Tracz, Torbjörn Kornbakk, Stojan Dobrew aus Bulgarien und Mircea Constantin, der eine zweijährige Dopingsperre abgesessen hatte, zum dritten Mal in seiner Laufbahn Weltmeister.
In den folgenden Jahren, in denen er noch aktiv war, konnte er nicht mehr an diese großen Erfolge anknüpfen. So verlor er bei der Weltmeisterschaft 1995 in Prag gegen Yvon Riemer aus Frankreich und im Kampf um die Bronzemedaille gegen Filiberto Ascuy Aguilera aus Kuba, der ihn mit 12:0 Punkten regelrecht deklassierte. Auch bei der Europameisterschaft 1996 in Budapest konnte er sich nicht mehr durchsetzen und kam nur auf den 6. Platz, wobei er im Kampf um Platz 5 von Torbjörn Kornbakk geschlagen wurde.
Bei seinem letzten Start bei einer internationalen Meisterschaft, den Olympischen Spielen in Atlanta verlor er nach zwei Siegen wieder gegen Filiberto Ascuy Aguilera, wenn auch nur knapp mit 4:5 Punkten. Anschließend verlor er aber auch gegen den Deutschen Erik Hahn, und zwar mit 5:8 Punkten, und konnte sich danach mit einem Sieg über Artur Dsyhassow aus der Ukraine nur mehr den 5. Platz erkämpfen.
Danach beendete er seine Laufbahn als aktiver Ringer. Er wurde Trainer der russischen Junioren-Nationalmannschaft der Ringer im griech.-römischen Stil und fungierte 2008 bei den Olympischen Spielen in Peking erstmals als Cheftrainer der russischen Senioren-Nationalmannschaft der Ringer im griechisch-römischen Stil.
Mnazakan Iskandarjan ist auch vielen deutschen Ringerfans ein Begriff, weil er in den 1990er Jahren mehrere Jahre lang für die RWG Mömbris-Königshofen und für den KSV 07 Witten in der deutschen Bundesliga auf die Matte ging. Für seine Verdienste um den Ringersport wurde er im August 2012 in die FILA International Wrestling Hall of Fame aufgenommen.

## Internationale Erfolge
| Jahr | Platz | Wettbewerb                              | Gewichtskl. | Ergebnis |
| 1987 | 1.    | Junioren-WM (Espoirs) in Vancouver      | Leicht      | vor Markus Pittner, Österreich, Wasil Atanasow, Bulgarien, Lars Lagerborg, Schweden und Attila Repka, Ungarn |
| 1987 | 10.   | FILA-Grand-Prix-Gala in Budapest        | Leicht      | Sieger: Alaudin Abajew, UdSSR vor Jerzy Kopański, Polen u. Petrică Cărare, Rumänien |
| 1988 | 1.    | Welt-Cup in Athen                       | Leicht      | vor Alexis Jimenez, Kuba u. Andrew Seras, USA |
| 1989 | 2.    | EM in Oulu                              | Leicht      | hinter Attila Repka u. vor Jukka Loikas, Finnland u. Ghani Yalouz, Frankreich |
| 1990 | 1.    | Mälar-Cup in Västerås                   | Welter      | vor Józef Tracz, Polen u. Torbjörn Kornbakk, Schweden |
| 1990 | 1.    | WM in Ostia                             | Welter      | mit Siegen über Anton Marchl, Österreich, Erol Koyuncu, Türkei, Han Chi-Ho, Südkorea, John Morgan, USA, Zeliko Trajkovic, Jugoslawien, Józef Tracz u. Dobri Marinow, Bulgarien                                                    |
| 1991 | 1.    | EM in Aschaffenburg                     | Welter      | vor Tuomo Karila, Finnland, Torbjörn Kornbakk, János Takács, Ungarn u. Yvon Riemer, Frankreich |
| 1991 | 1.    | WM in Warna                             | Welter      | vor Jaroslav Zeman, CSSR, Yvon Riemer, Mircea Constantin, Rumänien u. Józef Tracz |
| 1992 | 1.    | Grand-Rix-Turnier                       | Welter      | vor Yvon Riemer u. Anton Marchl |
| 1992 | 1.    | EM in Kopenhagen                        | Welter      | vor Yvon Riemer, Erhan Balcı, Türkei, János Takács u. Torbjörn Kornbakk (ursprünglich verlor Mnazakan Iskandarjan den Endkampf gegen Mircea Constantin, da dieser gedopt war, rückte er nachträglich von Platz 2 auf Platz 1 vor) |
| 1992 | 1.    | Großer Preis von Deutschland in Kelheim | Welter      | vor Yvon Riemer, Anton Marchl, Mario Lauer, BRD u. Jaroslav Zeman (Ringer)\|Jaroslav Zeman |
| 1992 | Gold  | OS in Barcelona                         | Welter      | mit Siegen über Travis West, USA, Janos Takacs, Karlo Kasap, Kanada, Néstor Almanza, Kuba, Yvon Riemer u. Józef Tracz |
| 1994 | 1.    | WM in Tampere                           | Welter      | vor Józef Tracz, Torbjörn Kornbakk, Stojan Dobrew, Bulgarien u. Mircea Constantin |
| 1995 | 4.    | WM in Prag                              | Welter      | hinter Yvon Riemer, Bachtiar Baiseitow, Kasachstan, Filiberto Ascuy Aguilera, Kuba, vor Mircea Constantin u. Erik Hahn, Deutschland                                                                                               |
| 1996 | 6.    | EM in Budapest                          | Welter      | hinter Nazmi Avluca, Türkei, Wladimir Kopytow, Belarus, Erik Hahn, Artur Dsyhassow, Ukraine u. Torbjörn Kornbakk |
| 1996 | 5.    | OS in Atlanta                           | Welter      | mit Siegen über Antonio Nestor Garcia, Venezuela u. Kim Jin-soo, Südkorea, Niederlagen gegen Filiberto Ascuy Aguilera u. Erik Hahn u. einem Sieg über Artur Dsyhassow                                                             |

## Erläuterungen
- alle Wettbewerbe im griechisch-römischen Stil
- OS = Olympische Spiele, WM = Weltmeisterschaft, EM = Europameisterschaft
- Leichtgewicht, bis 68 kg, Weltergewicht, bis 74 kg Körpergewicht